# Український допомоговий комітет у Бересті
Український допомоговий комітет у Бересті — харитативна організація (за визначенням В. Леонюка), створений 1941 року для захисту інтересів місцевого українського населення в умовах німецької окупації (поряд з аналогічним російським).    
Звісток про комітет лишилось обмаль, не зберігся навіть статут. Його очолив д-р Олександр Гнатів, а заступником вибрали інженера Івана Гнойового. До складу УДК увійшли Максим Шийко, Олександр Сорока, С. Тарасюк, В. Пархотик, правничою ж секцією керував Володимир Криницький. 
Зусиллями комітету були відкриті україномовні технічна й реміснича школи, що почали свою працю в січні 1942 року, була налагоджена система професійної освіти в Бересті, відновлене товариство «Просвіта». За підтримки УДК почала діяльність Українська автокефальна православна церква, 14 грудня 1941 року була утворена Українська Церковна Рада. Втім, жодних політичних прав допомоговий комітет не мав.
На початку 1943 року німецька окупаційна адміністрація розгорнула антиукраїнську політику. Низка членів УДК були розстріляні нацистами, а українські школи припинили свою діяльність навесні 1943. Невдовзі й сам Український допомоговий комітет був зліквідований.